# 杉安站
杉安站（日语：／ Sugiyasu eki */?）是位於宮崎縣西都市大字南方，日本國有鐵道（國鐵）妻線的鐵路車站（廢站）。
曾經有計劃從此站繼續延伸鐵路線至湯前線湯前站，但是最後沒有實現。而國鐵巴士開設了日肥線，從宮崎站經妻站和此站前往湯前站，以暫時替代上述的鐵路線計劃。

## 歷史
- 1922年（大正11年）8月20日：鐵道省妻輕便線（後來名為妻線）妻站至此站之間開通，此站啟用，當時為一般車站[1]。
- 1944年（昭和19年）12月1日[1][注 1]：此站至杉安站之間因成為不要不急線而暫停營業，此站也暫停營業[2]。
- 1947年（昭和22年）3月20日：妻站至杉安站之間重開[3]。
- 1971年（昭和46年）2月1日：除了專用線的貨運業務外，結束其他的貨運業務工作[1]。
- 1972年（昭和47年）3月15日：結束於專用線內的貨運業務[1]（妻線全線的貨運業務中止）。
- 1983年（昭和58年）4月1日：結束行李起卸業務[4]，成為無人車站[5]。
- 1984年（昭和59年）12月1日：隨著妻線全線廢除，此站也被廢除[1]。

## 車站構造
此站為無人車站，設有1面1線的單式月台。除了本線外，此站設有機走線。

## 相鄰車站
日本國有鐵道（國鐵）
妻線
穗北－杉安

## 注腳

## 相關項目
- 日本鐵路車站列表 Su
- 日向軌道